# Old school (tatuaje)

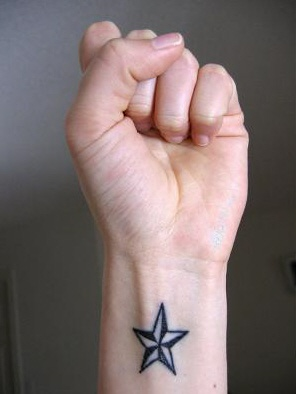
Estrella náutica

Old school (en inglés: ‘vieja escuela’) es, en el arte del tatuaje, una referencia al estilo tradicional estadounidense, caracterizado por líneas negras gruesas, generalmente con una gama de colores plana y definido por un imaginario específico, como son los símbolos patrios de ese país —la bandera, el águila— o algo más masculino —retratos de mujeres jóvenes, pin-ups («chicas de calendario»)—. La elección de los diseños se atribuye al gran número de marineros que, en aquella época —mediados del siglo XX—, gustaban de adornar su cuerpo. Los diseños eran simples; debían hacerse rápido, lo que permitía al artista agendar más clientes.
Norman Keith Collins, más conocido como Sailor Jerry (1911-1973), es uno de los artistas más conocidos de este estilo. Herbert Hoffmann (1919-2010), Amund Dietzel (1891-1974), Bert Grimm (1900-1985) y Bob Shaw (1926-1993) son también algunos de los artistas reconocidos que desarrollaron el estilo.

## Ejemplos
Algunos ejemplos clásicos de escasa variedad de color o profundidad, pero con gran fuerza estilística, son:
- cerezas;
- motivos náuticos (barcos, marineros, anclas);
- motivos nativos estadounidenses;
- pin-ups;
- sirenas;
- golondrinas;
- corazones, usualmente con cintas con leyendas de nombres (o la palabra «Mother» ‘Madre’), dagas y serpientes, variando la complejidad del diseño;
- anclas y águilas;
- dagas y rosas.